# アリックス (アンティオキア女公)
アリックス・ダンティオケ（1150年頃没）は、1126年から1130年までアンティオキア公国の公妃であり、1130年から1136年にかけてはアンティオキア公国の摂政位を巡る有力な候補者だった。統治への野心から、彼女は当時の主要な年代記作家ギヨーム・ド・ティールによって否定的に描かれており、その敵対的な記述はアリックスの経歴に対する後世の歴史的評価にも影響を与えている。
アリックスはエルサレム王ボードゥアン2世の娘で、父がアンティオキア公ボエモン2世の不在と未成年を理由にアンティオキア公国統治を担っていた。1126年にボエモン2世が自らの相続地を継ぐために到着すると、アリックスは彼とすぐに結婚し、一人娘コンスタンスをもうけた。1130年にボエモンが戦死すると、アリックスはコンスタンスの摂政または公妃としての地位を得ようとした。
しかしその試みはまず父ボードゥアン2世（1131年没）に、続いて義兄フルク5世によって阻止された。1135年末、アリックスは一時的にコンスタンスの名の下でアンティオキアの公国の支配権を握ったが、翌1136年初頭には、娘コンスタンスと結婚するためにヨーロッパから来たレーモン・ド・ポワティエによって恒久的に権力を奪われた。夫ボエモンから持参金として与えられていたラタキアとジャブラの沿岸都市においては、寡婦産としての期間中ずっとその支配を保持しており、そこにおいては半ば自立した領主としての地位を築いた。

## 幼少期

第1回十字軍と第2回十字軍の間のレバント地方

アリックスは、フランク人貴族ボードゥアン2世・デュ・ブールと、アルメニア人貴族のモルフィア・ド・メリテネの間に生まれた4人姉妹の次女だった。姉のメリザンド、妹のオディエルナと同様、アリックスも父がエデッサ伯であった時期に生まれた。エデッサ伯国は、エルサレム王国、アンティオキア公国、トリポリ伯国と並ぶ、第1回十字軍（1098年 - 1099年）によってムスリム勢力から奪取され、フランク人（ラテン・キリスト教徒）によって建設されたレバントの四つの十字軍国家の一つである。1118年、アリックスの父ボードゥアン2世はエルサレム王に選出された。翌1119年、彼は従兄弟ジョスラン・ド・クルトネーを新たなエデッサ伯に任命するために再びエデッサに赴き、妻モルフィアと娘たちをエルサレムに連れてきた。その後、アリックスにはさらに妹イヴェットが生まれた。
アンティオキア公ロジェは、1119年6月28日にイルガジ率いるテュルク系軍隊とのアジェ・サンギニスの戦いで戦死し、アンティオキアのフランク軍も壊滅した。同年7月末頃、エルサレム王ボードゥアン2世がアンティオキアに到着し、公国に対する自身の支配権を主張した。協議の結果、正統な継承者であるボエモン2世（当時約9歳）が成年に達するまで、王がアンティオキアを統治することが決まった。また、ボエモンは将来、王の次女アリックスと結婚することも取り決められた。当時ボエモン2世は、イタリア南部のプーリア州に住んでいた。
ボエモン2世は1126年末にレバントへ到着し、ボードゥアン2世はアンティオキアでアリックスとともに彼を出迎えた。二人はすぐに結婚し、ボエモンはアンティオキア公国の統治を引き継いだ。これによりボードゥアンはアンティオキア公国の責任から解放されつつ、アンティオキア公国との同盟を維持することができた。歴史家トマス・アスブリッジは、アリックスの父ボードゥアン2世の成功した統治をふまえ、アリックスがボエモン2世にとって名誉ある結婚相手だったと評価している。先代のアンティオキア公妃たち、すなわちセシル・ド・フランス、アリックスの叔母セシル・デュ・ル・ブールと同様、アリックスも寛大な持参金を受け取っており、その内容は沿岸都市ラタキアおよびジャブラであった。しかし、アリックスはアンティオキア公国において実質的な役割を与えられることはなかった。夫妻の間には一人娘コンスタンスが生まれた。なお、ボードゥアン2世には男子がいなかったため、エルサレム王国の継承は長女メリザンドに定められ、彼女はアンジュー伯フルク5世と結婚した。

## 統治

### 権力奪取の最初の試み
1130年2月、ボエモンはキリキアでの戦闘中に戦死した。彼は有望な統治者であり、1105年頃以降ではアンティオキアで初めて明確に正統な君主と見なされていた人物だった。アスブリッジによれば、彼の死はアンティオキアのフランク人たちにとって大きな衝撃だったと考えられる。彼らはアリックスの父であるボードゥアン2世に来てもらい統治を任せようと決めたが、それより先にアリックスが行動を起こし、都市の支配権を掌握した 。これらの出来事から長く経った後に記録を残したエルサレムの年代記作家ギヨーム・ド・ティール大司教によれば、アリックスは自らの娘コンスタンスを差し置いて、「永続的に」自らが公国を手中に収めるつもりだったという。アンティオキアでは、アリックスがコンスタンスを修道院に送るか、あるいは身分の低い者と結婚させようとしている、という噂が広まった。しかしアスブリッジは、アリックスが本当にコンスタンスから継承権を奪おうとしたのか、それとも子ども君主の母親として通常通り摂政として統治しようとしたのかは明らかでないと主張している。さらにアスブリッジは、アリックスが実際に権力を掌握できたという事実は、彼女に有力な支持者がいなかったとするギヨームの主張を否定するものだと論じている。
ボエモンの死の知らせを受け取ると、エルサレム王ボードゥアン2世は義理の息子フルク5世とともに急いでアンティオキアへ向かい、コンスタンスを保護し、摂政を任命しようとした。ギヨームによれば、アリックスはモースルとアレッポのムスリム支配者ザンギーと同盟を結ぼうとしたが、その使者は父ボードゥアン2世の兵に捕らえられて殺されたという。この話は伝統的な歴史記述では広く受け入れられているが、アスブリッジはキリスト教・イスラームいずれの同時代史料にも確認されないことから、この話に疑念を抱いている。父がアンティオキアの城門に現れると、アリックスは門を閉ざすよう命じ、公庫の金を配ることで支持を集めた。歴史家スティーヴン・ランシマンは、彼女のアルメニア系の出自が、アンティオキアの現地キリスト教徒の心を引きつけた可能性を指摘している。

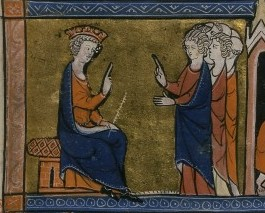
エルサレム国王ボードゥアン2世はアリックスを許したが、コンスタンスの後見権は別の者に与えた。

ボードゥアン2世は城外に陣を張り、エデッサ伯ジョスランを呼び寄せた。数日後、反アリックス派の手引きによって、ボードゥアン2世は入城を果たした。アリックスは塔に逃れたが、市の役人たちが命の保証をしたことでようやく姿を現した。彼女は父の前に跪き、ボードゥアン2世は彼女を許したものの、権力を奪った。ボードゥアン2世はアンティオキアの貴族たちに自分とコンスタンスへの忠誠を誓わせ、ジョスラン1世に公国とその後継者の後見を任せた。ジョスラン1世はコンスタンスの結婚が整うまで公国を統治することとされた。アリックスはラタキアとジャブラを保持し続け、これらはレバント北部の主要港であったため、彼女は依然として非常に強力な存在であり続けた。

### 権力奪取
ボードゥアン2世はアンティオキアからエルサレムに戻る途中で重病に陥り、1131年8月21日に死去した。後継者にはフルク5世とメリザンドが即位した。同年中にジョスラン1世も死去し、エデッサ伯位はジョスラン2世が継いだ。この状況を好機と見たアリックスは、権力奪取を目指して再び動き出した。彼女は、フルクの宗主権を認めたくないエデッサ伯ジョスラン2世とトリポリ伯ポンスと同盟を結び、権力の基盤固めを行った。これに対し、アンティオキア公国内の反アリックス派は、エルサレム国王のフルクに訴えた。1132年夏、フルクがシャステル・ルージュの戦いでポンスを打ち破った。しかしフルクは反乱者を処罰するほどの力を持っておらず、アリックス派の勢力を解体することもできなかった。フルクはしばらくアンティオキアに滞在し、摂政としてルノー・マスワールを置いてから離れた。1133年末か1134年初頭に再びフルクがアンティオキアを訪れた際、フルクはアンティオキアの貴族たちと協議のうえ、フランスからアキテーヌ公ギヨーム9世の息子レーモン・ド・ポワティエを新たなアンティオキア公として迎えるべく使節を派遣した。この提案は、アリックスやコンスタンスの父方の近親であるシチリア王ルッジェーロ2世による妨害を避けるため、秘密裏に進められた。
アリックスは1130年代を通じて積極的に活動を続けた。遅くとも1134年までにはラタキアにおいて独自の政権を築き始め、独自の写字室から勅書を発行していた。その文書では自らを「エルサレム王ボードゥアンの第二王女、かつてのアンティオキア最上の君主ボエモン大公の子ボエモン卿の妻、神の恩寵によるアンティオキア公女アリックス」と名乗っている。彼女は独自の大法官や護衛隊長、そして他にも複数の官僚を抱えていた可能性がある。歴史家アスブリッジは、アリックスが自らを「不在中の公女もしくは摂政」と認識していたと見ており、彼の同僚マルコム・バーバーも、アンティオキアの統治にはルノー・マスワールがアリックスの協力を必要としていたと指摘している。アリックスの宮廷は十字軍国家におけるフルク5世の支配に対する反対勢力の中心地となっていた。1134年には、彼女は同年フルクに対して大規模な反乱を起こしたヤッファ伯ユーグ2世を迎えた。
ラテン・アンティオキア総主教であるヴァランスのベルナードが1135年末に死去し、その後任としてラウール・ド・ドンフロンが就任した。ラウールの昇進は、マスワールがアリックス派に対抗するために支援したものだった可能性がある。1135年末ごろ、アリックスはアンティオキアへ進軍して再び政権を掌握した。メリザンドはフルクに対して介入しないよう取りなした。アリックスは新たな総主教ラルフの支持を得ており、マスワールからの抵抗も記録されていなかった。ビザンツの年代記作者ヨハネス・キンナモスによれば、アンティオキアの「主要な有力者たち」がビザンツ皇帝ヨハネス2世コムネノスに使節を送り、皇帝の末子マヌエルとアリックスの娘コンスタンスの結婚を提案したという。従来の通説では、この提案はアリックス自身が影響力を保つために行ったものであり、娘または自身の婚姻を望んでビザンツに接触したとされていた。しかしアスブリッジや歴史家アンドリュー・D・バックは、この提案はすでに1130年に行われていた可能性があり、しかもアリックスではなく他の者が行った可能性もあると指摘している。

### レーモンの統治
1136年初頭、レーモン・ド・ポワティエがアンティオキアに到着した。ギヨーム・ド・ティールは、総主教ラウールがアリックスに「レーモンはあなたと結婚するために来た」と信じ込ませ、アリックスが浮かれている間にコンスタンスを宮廷から攫いだし、カシアン大聖堂にてレーモンとコンスタンスとの結婚を取り決めたと語っている。しかしアンドリュー・D・バックは、アリックスは当時わずか8歳の娘コンスタンスの正統性を欠いた結婚を阻止するためにアンティオキアに来た可能性のほうが高いと考えている。結果としてアリックスは出し抜かれ、自身の領地に引退することになった。ギヨームによれば、アリックスは「その後、王子レーモンを執念深く憎むようになった」という。レーモンとラウールはさらに、レーモンの弟アンリがアンティオキアに来れば、彼をアリックスと結婚させ、ラタキアとジャブラの支配も確保するという取り決めをした。アスブリッジは、アリックスがレーモンがコンスタンスと結婚するために来たことを知らなかった、あるいは自分の知らぬ間に結婚が行われる可能性があると考えていなかった、というのは「極めてありそうにない」としている。彼は、アリックスが不意を突かれたのは、あくまで結婚が行われた速さだけであった可能性が高いと考えている。伝統的には、ビザンツ帝国との同盟が実現した場合、ギリシャ人の総主教が据えられることを恐れ、ラウールがレーモンとコンスタンスの結婚を急いだとされているが、アスブリッジは、レーモンがラウールに対して忠誠を誓うと約束したことがラウールがレーモン支持に回った決定的な理由であり、アリックスはこのような忠誠の誓約を考慮しなかったと論じている。高貴な血筋を持ち、統治権の正当な法的根拠を有する成年男性であるレーモンに対して、アリックスが支持を得る見込みはなかった。こうしてアンティオキアの人々はアリックスを完全に見限った。
アリックスはラタキアとジャバラに戻った後も、政治活動は続いた。彼女はアンティオキア女公の称号を放棄し、レーモンを正式なアンティオキア公と認めつつも、公国の宮廷との関係は保ち続けた。1151年のある文書では、娘のコンスタンスがアリックスを「ラタキアの姫君」と呼んでいる。この時期、アリックスは独自の軍事政策を展開していたと見られる。1145年には、ジャブラの司教ユーグがローマ教皇庁を訪れ、ザンギーによるエデッサ陥落を報告し、アリックスが教会と襲撃の戦利品を分け合うことを拒んでいると苦情を申し立てている。叔母のセシリアや娘のコンスタンスと同様に、アリックスもアンティオキアの王女たちが葬られたヨシャファトの谷の聖マリア修道院と縁があった。彼女は1150年頃に死去し、ラタキアとジャブラという自身の領地をほぼ20年にわたって統治した。死後、これらの都市は娘コンスタンスに継承され、彼女は1149年から1153年まで単独でアンティオキア公国を統治した。

## 評価

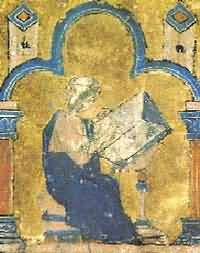
William of Tyre, depicted here writing his History, had a low opinion of Alice.

12世紀レバントにおける主要な年代記作家である大司教ギヨーム・ド・ティールは、アリックスを明確に否定的に描いている。彼は一般に女性が政治に関与することに否定的であり、アリスについても「邪悪」で「専制的」、さらに「極めて悪意に満ちた狡猾な女」と表現している。ギヨームは、アリスが支持者を買収したこと、ムスリムとの同盟を画策したこと、自ら結婚相手を選ぼうとしたことなどを非難した。1130年代のアンティオキアに関する歴史について、彼の記述は最も包括的であり、事実上唯一の物語的史料であるため、そのアリックス観は20世紀の歴史家たちの評価に大きな影響を与えた。たとえば、ハンス・E・マイヤーはアリックスの権力掌握の試みを「恥ずべきもの」と評している。
アスブリッジは、広大な領地を保持していたアリックス王女が「アンティオキア公国の歴史上最も強力な人物の一人」であったと結論づけている。彼はまた、アリックスの権力闘争が1130年代のアンティオキアの弱さを「ある程度悪化させ」、領土の大幅な喪失に繋がったことを認めつつも、同じ野心が男性に見られた場合には「ごく自然な衝動」として受け止められるだろうと主張している。さらに彼は、アリックスを姉のメリザンド王妃と比較し、アリックスはメリザンドが夫フルク5世や息子ボードゥアン3世と繰り広げた権力闘争の「先駆者あるいは手本」であった可能性があると示唆している。ギヨーム・ド・ティールはメリザンドとその功績について非常に好意的に記しているが、アスブリッジはこの対照的な扱いが姉妹間の類似性をわかりにくくしていると主張している。